# ترافيس ريد
ترافيس ريد (بالإنجليزية: Travis Reed)‏ مواليد 6 أغسطس 1979 في لوس أنجلوس، هو لاعب كرة سلة أمريكي معتزل، بدأ مسيرته الاحترافية في سنة 2002، حمل الرقم 13، يبلغ طوله 6 قدم 8 بوصة (2.0 م). اعتزل اللعب في 2012.

## الإنجازات

### النادي
- الدوري الهولندي لكرة السلة: 2003–04
- كأس إستونيا لكرة السلة (2): 2006–07، 2007–08

## روابط خارجية
- ترافيس ريد على موقع الدوري الأوروبي لكرة السلة (الإنجليزية)
- ترافيس ريد على موقع كرة السلة الأوروبية.كوم (الإنجليزية)
- ترافيس ريد على موقع كلية كرة السلة في سبورتس رفرنس.كوم (الإنجليزية)
- ترافيس ريد على موقع ريلجم (الإنجليزية)
- ترافيس ريد على موقع بروبوليرز (الإنجليزية)
- ترافيس ريد على موقع سبورتس رفرنس (الإنجليزية)